# Kruossajaure
Kruossajaure är en sjö i Jokkmokks kommun i Lappland och ingår i Piteälvens huvudavrinningsområde. Sjön har en area på 0,183 kvadratkilometer och ligger 537 meter över havet. Kruossajaure ligger i Udtja Natura 2000-område.

## Delavrinningsområde
Kruossajaure ingår i det delavrinningsområde (736515-164647) som SMHI kallar för Utloppet av Tsåkokjaure. Medelhöjden är 558 meter över havet och ytan är 70 kvadratkilometer. Det finns inga avrinningsområden uppströms utan avrinningsområdet är högsta punkten. Udtjabäcken (Paktajåkkå) som avvattnar avrinningsområdet har biflödesordning 2, vilket innebär att vattnet flödar genom totalt 2 vattendrag innan det når havet efter 220 kilometer. Avrinningsområdet består mestadels av skog (51 procent) och sankmarker (45 procent). Avrinningsområdet har 2,72 kvadratkilometer vattenytor vilket ger det en sjöprocent på 3,9 procent.